# Aristíon
Aristíon (morto em 86 a.C. em Atenas) foi um filósofo e tirano de Atenas de 88 a.C. a 86 a.C. Um tirano da época é chamado Athenion por Posidónio, e poderá ser a mesma pessoa ou não, tendo-se a história confundido. A sua história foi escrita por Ateneu.
Esteve unido às forças de Mitrídates VI do Ponto na sua guerra contra os romanos (Primeira Guerra Mitridática) que estavam sob domínio de Lúcio Cornélio Sula, mas isso de nada lhe serviu. Em 11 de março de 86 a.C. Atenas foi conquistada pelo exército romano. Aristíon incendiou o odéon para que Sila não pudesse beneficiar da sua madeira para sitiar e destruir a Acrópole. Por ordem de Sila, Aristíon e os seus guarda-costas foram executados por meio de veneno.